# 日の出公園 (上富良野町)
日の出公園（ひのでこうえん）は、北海道空知郡上富良野町にある公園。

## 概要
上富良野市街地北東部に位置しており、各種イベント会場に利用している。上富良野町は、1948年（昭和23年）に農作物としてラベンダー栽培を始めた地である。ラベンダー園には「ラベンダー発祥の地」碑があるが、1940年（昭和15年）に円山町（現在の札幌市）の南ノ沢農場（旧南沢麻田農園用地）でラベンダーを香料原料として苗を栽培し始めたのが最初であり、南沢神社付近には「ラベンダー発祥の地」碑がある。
映画『60歳のラブレター』ロケ地になった。

## 歴史
日の出公園は、1967年（昭和47年）に町営日の出山スキー場を設置し、1970年（昭和45年）に個人所有地であった日の出山（250 m）を上富良野振興公社がスキー場用地として買収したことに始まる。1977年（昭和52年）に約2,000株のラベンダーを植栽して公園整備を行い、1980年（昭和55年）までに15,000m²をラベンダー圃園として造成した。総合公園計画策定後、1984年（昭和59年）にキャンプ場、1985年（昭和60年）にスキーリフト、1987年（昭和62年）に展望台を整備した。1996年（平成8年）にオートキャンプ場造成第1期工事が竣工し、1999年（平成11年）にセンターハウスが落成、2000年（平成12年）にコテージを新築し、2001年（平成13年）に全面オープンした。
2008年（平成20年）に日の出公園臨時駐車場が「農地法」に違反している状態であったことが発覚し、農地への復元工事を実施。2009年（平成21年）に公園用地拡張によって駐車場整備を計画するが、論議の末に断念している。2012年（平成24年）から2カ年でラベンダー園の全面植替えを実施した。

## 施設
日の出公園ラベンダー園
- 展望台の西側にラベンダー畑、東側に十勝岳連峰が広がるビューポイント[11]。ラベンダーは早咲きのこいむらさき、遅咲きのおかむらさきがあるほか[12]、バラやツツジ、ジャーマンアイリス（ドイツアヤメ）・ルピナス・シャクヤク・キャットミント（イヌハッカ）などの多年生植物を植栽している[13]。「かみふらの八景」選定[14]。冬季見学不可。

上富良野町営スキー場
- 開設期間：12月中旬から3月[15]
- リフト1本[15]
- 休憩所[15]

日の出公園オートキャンプ場
- 営業期間：4月下旬から10月下旬[16]
- センターハウス（受付・売店・トイレ・電話・各種レンタル・サニタリールーム・研修室）[16]
- 炊事棟2棟[16]
- トイレ2棟[16]
- バーベキューハウス2棟[16]
- サイト
  - フリーテント60サイト[16]
  - 個別テント20サイト[16]
  - キャンピングカー5サイト[16]
  - コテージ5棟[16]
- 多目的広場（芝生）1ヶ所[16]
- 駐車場：乗用車50台・自動二輪車60台[16]

日の出クロスカントリーコース
- 開設期間：12月から3月
- 1周約5km
- スキー用具貸出しあり

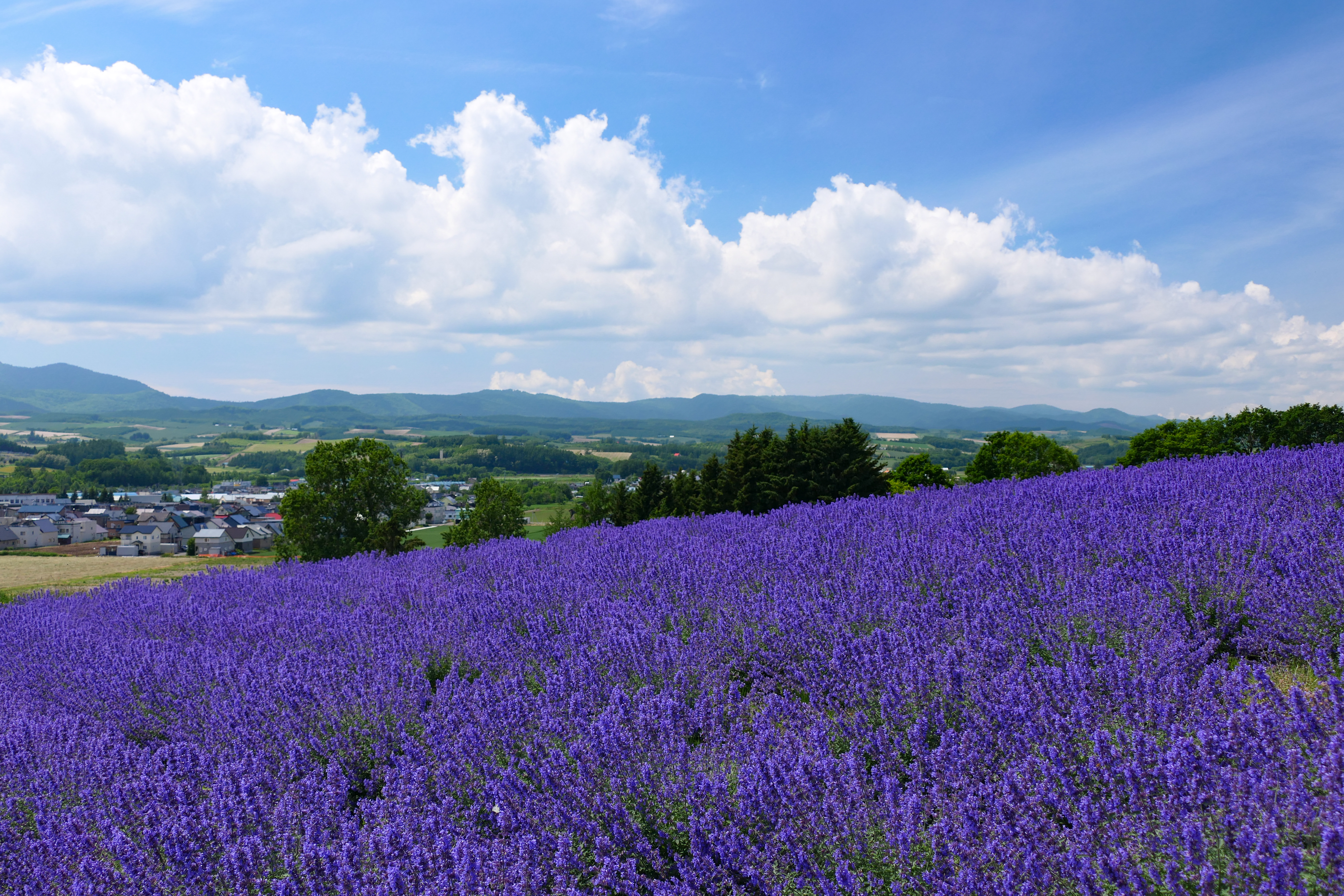
ラベンダー園
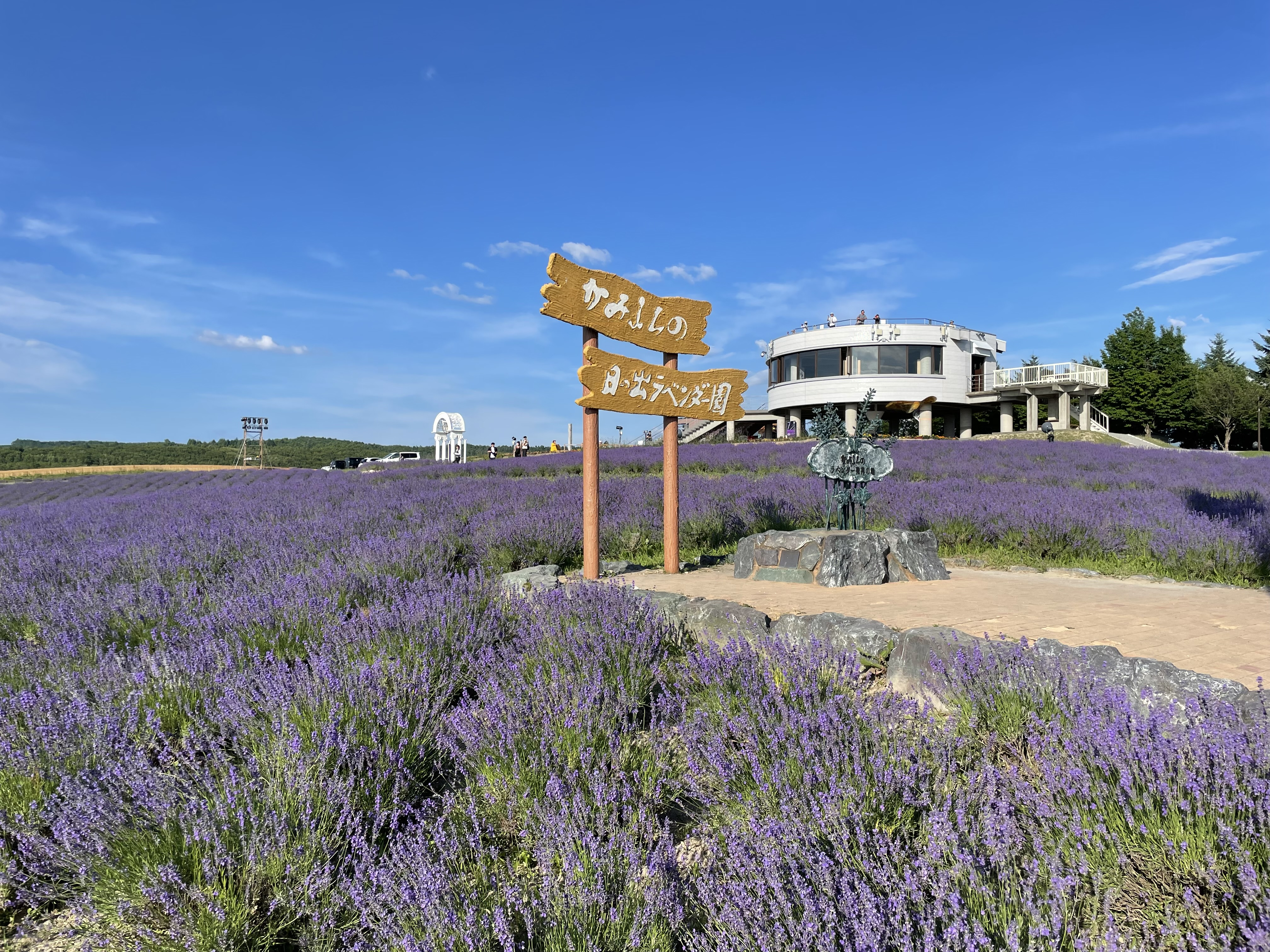
ラベンダー園と展望台
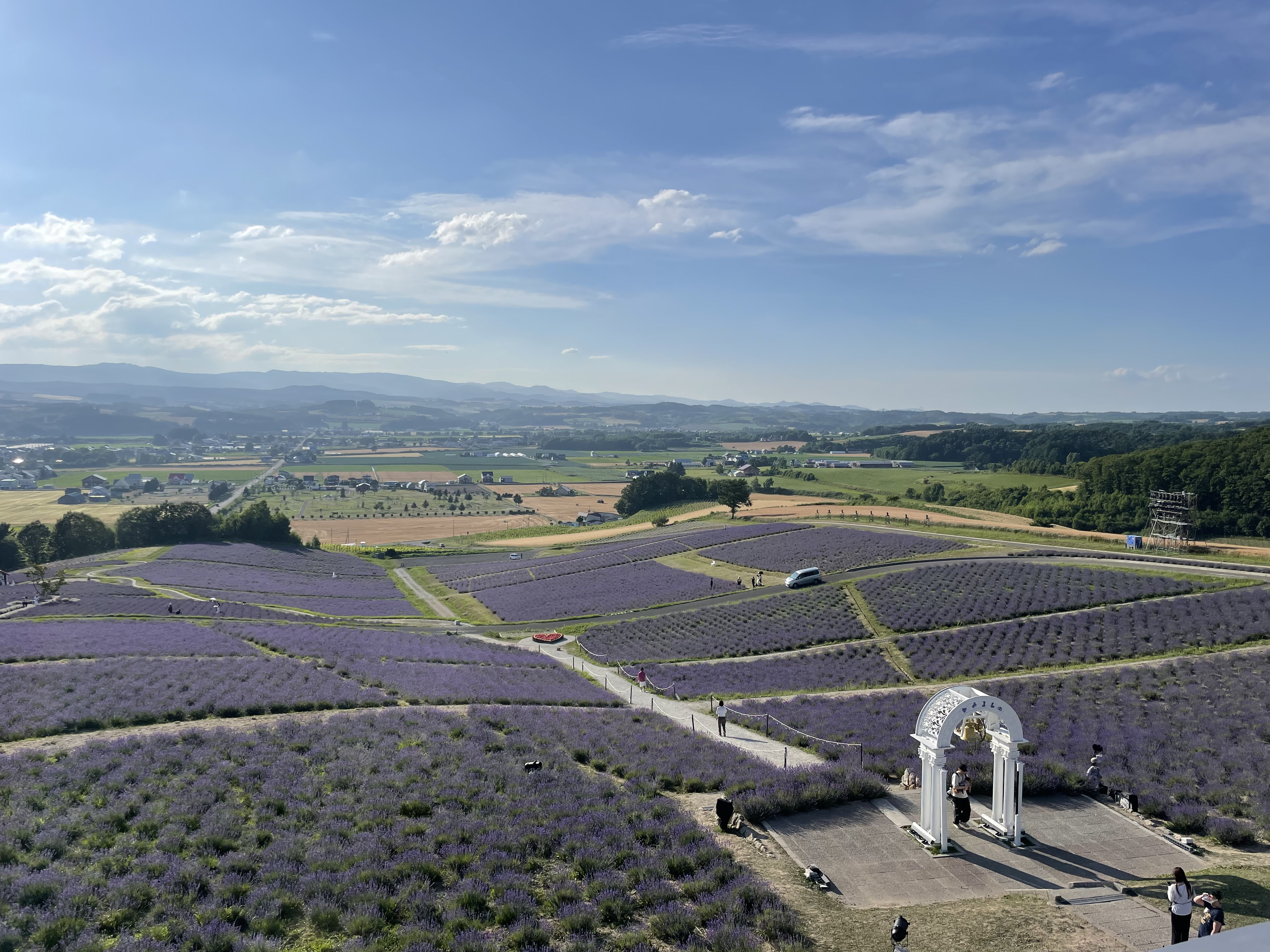
展望台から眺めるラベンダー園
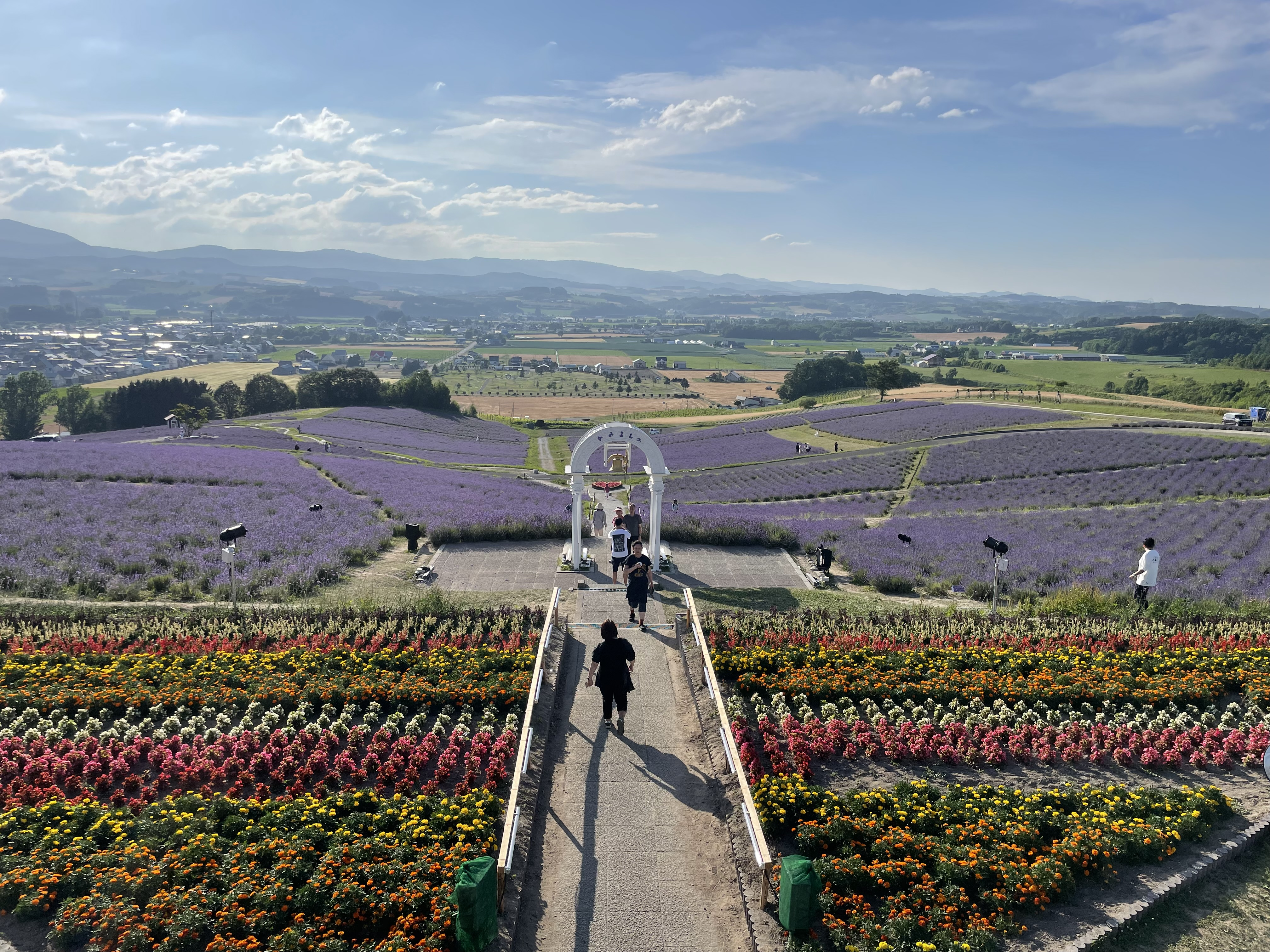
展望台から眺める花壇とラベンダー園

## イベント
- かみふらの雪まつり（2月）
- かみふらの花と炎の四季彩まつり（7月）[17]
- 北の大文字（大晦日から元旦）

## 参考資料
- “観光の振興”. 上富良野百年史.   かみふらのの郷土をさぐる会. 2016年4月13日閲覧。
- “日の出公園”. 北海道ファンマガジン.   PNG Office (2008年3月13日). 2016年4月13日閲覧。
- “日の出公園整備計画（案）概要書” (PDF).  上富良野町 (2009年). 2016年4月13日閲覧。
- “日の出公園施設指定管理者募集要項 資料” (PDF).   上富良野町. 2016年4月13日閲覧。